# Improvvisazione nel jazz
L'improvvisazione è un elemento caratteristico della musica jazz, presente in forme differenti lungo tutta la storia di questo genere di musica. 
Intesa in senso stretto, l'improvvisazione consiste nella creazione istantanea di elementi musicali proposti ex novo, mai eseguiti in precedenza. L'esempio più tipico di improvvisazione nel jazz tradizionale è quello del solo improvvisato, che consiste nella creazione di una nuova linea melodica da parte del solista, mentre la sezione ritmica lo accompagna esplicitando la struttura armonica e formale del brano. In senso più generale, tuttavia, la prassi musicale jazzistica è totalmente permeata da un approccio improvvisativo: anche l'accompagnamento o l'esecuzione della melodia prevedono infatti ampi margini di interpretazione e rielaborazione personale. Questi processi, per distinguerli dall'improvvisazione vera e propria, vengono definiti col termine estemporizzazione. Sebbene anche alcuni generi di popular music prevedano momenti di improvvisazione, il jazz è tra le musiche occidentali contemporanee quella maggiormente caratterizzata da questa pratica.

## Assolo
In un assolo, un artista (strumentista o cantante) crea una nuova linea melodica per adattarsi alla progressione di accordi di una canzone. Durante un assolo, l'esecutore che sta suonando è al centro dell'attenzione del pubblico. Gli altri membri del gruppo solitamente accompagnano l'assolo, ad eccezione di alcuni assoli di batteria o assoli di basso in cui l'intera band può fermarsi mentre si esibisce il batterista o il bassista.
Quando un cantante improvvisa una nuova melodia sui cambiamenti di accordo, si chiama canto scat. Quando i cantanti cantano scat, in genere usano sillabe inventate ("doo-bie-doo-ba"), piuttosto che usare il testo della canzone. L'assolo è spesso associato al virtuosismo strumentale o vocale; sebbene molti artisti utilizzino tecniche avanzate nei loro assoli, ciò non viene sempre fatto. Per esempio, alcuni assoli di basso degli anni '40 e '50 consistono nel bassista che suona una linea di basso.
Ci sono una serie di approcci per improvvisare assoli jazz. Durante l'era dello swing, gli esecutori improvvisavano assoli ad orecchio usando riff e variazioni sulla melodia del brano. Durante l'era bebop negli anni '40, i compositori jazz iniziarono a scrivere progressioni di accordi più complesse. Il sassofonista Charlie Parker a suonare l'assolo utilizzando le scale e gli arpeggi associati agli accordi nella progressione di accordi.

## Accompagnamento
Nel jazz, quando uno strumentista o cantante esegue un assolo, gli altri membri dell'ensemble suonano parti di accompagnamento. Mentre le parti di accompagnamento completamente scritte sono utilizzate in grandi gruppi jazz, come le big band, in piccoli gruppi (ad esempio, quartetto jazz, piano trio, organ trio, ecc.), i membri della sezione ritmica tipicamente improvvisano le loro parti di accompagnamento, un'attività chiamata comping. Nel jazz, gli strumenti nella sezione ritmica dipendono dal tipo di gruppo, ma di solito includono uno strumento basso (contrabbasso, basso elettrico), uno o più strumenti in grado di suonare accordi (ad esempio pianoforte, chitarra elettrica) e batteria. Alcuni gruppi possono usare strumenti diversi in questi ruoli. Ad esempio, un gruppo jazz Dixieland in stile anni '20 può utilizzare la tuba come strumento basso e il banjo come strumento accordale. Una band jazz-rock fusion degli anni '80 può utilizzare il basso sintetizzato per la linea di basso e un sintetizzatore per gli accordi. Alcune band aggiungono uno o più percussionisti.
Nei piccoli gruppi, i membri della sezione ritmica tipicamente improvvisano le loro parti di accompagnamento. I suonatori di strumenti bassi improvvisano una linea di basso usando la progressione armonica della chiave come guida. Gli stili comuni delle parti di basso includono una linea di walking bassline per il jazz degli anni '20 -'50, riff ostinati in stile rock per la fusione jazz-rock e linee di basso latine per il latin jazz. Le linee di basso improvvisate tipicamente delineano l'armonia di ogni accordo suonando la fondamentale, la terza, la settima e la quinta di ciascun accordo e suonando qualsiasi altra nota richiesta dal compositore nell'accordo: ad esempio, se lo schema degli accordi indica un accordo di sesta sulla tonica in do maggiore, il bassista potrebbe includere il sesto grado della scala di do maggiore, un "La", nella linea di basso.
I suonatori di strumenti a corda improvvisano accordi basati sulla progressione degli accordi; usano un jazz voicing diverso da quello usato nella musica popolare e nella musica classica del periodo della pratica comune. Per esempio, se a un musicista pop o a uno dell'era della musica barocca (ca. 1600-1750) fosse chiesto di suonare un accordo di settima nella tonalità di Do maggiore, probabilmente suonerebbe un accordo di posizione fondamentale chiamato Sol7 (o "Sol settima dominante"), che consiste delle note Sol, Si, Re e Fa, che sono la fondamentale, la terza, la quinta e la settima bemolle dell'accordo di Sol. Un jazzista post-Bebop a cui fosse chiesto di suonare un accordo di settima in chiave do maggiore potrebbe suonare un accordo di dominante alterato costruito su Sol. Una dominante alterata contiene "estensioni" appiattite o acuite oltre agli elementi di base dell'accordo. Inoltre, nel jazz, i musicisti quando suonano accordi spesso omettono la fondamentale, poiché questo ruolo è assegnato al bassista. Spesso viene omessa anche la quinta dell'accordo, se è una quinta giusta sopra la fondamentale, come nel caso dell'accordo maggiore e dell'accordo minore.
Le estensioni alterate suonate da un chitarrista jazz o pianista jazz su un accordo di dominante alterato sul Sol potrebbero includere, a discrezione dell'esecutore, una nona in La♭ bemolle (un grado della scala di nona abbassato di un semitono); una undicesima Do♯ diesis (un undicesimo grado della scala alzato di un semitono) e una tredicesima Mi♭ bemolle (un tredicesimo grado della scala abbassato di un semitono). Se il musicista che suona gli accordi dovesse omettere la fondamentale e la quinta dell'accordo di settima dominante (il Sol e il Re) e mantenere la terza (Si) e la settima bemolle (Fa), e aggiungere i toni alterati appena elencati (La♭, Do♯ and Mi♭), l'accordo risultante sarebbe Si, Do♯, Mi♭, Fa, La♭, che è un accordo dal suono molto diverso rispetto allo standard Sol7 suonato da un musicista pop (Sol, Si, Re, Fa ). Nell'armonia classica e nella musica pop, i voicing degli accordi spesso raddoppiano la fondamentale per enfatizzare la fondamentale della progressione di accordi.

## Tecniche di assolo

### Variazione melodica e esecuzione a orecchio
Dall'era del dixieland fino all'era della musica swing, molti artisti solisti improvvisavano variando e abbellendo la melodia esistente di una canzone e suonando ad orecchio sui cambi di accordi utilizzando riff famosi. Sebbene questo approccio funzionasse bene in queste epoche musicali, dato che la progressione armonica era più semplice e utilizzava meno modulazione su tonalità insolite, con lo sviluppo del bebop negli anni '40, l'abbellimento e l'approccio del "suonare a orecchio" non erano più sufficienti.
Anche se lo swing era stato progettato per ballare, il bebop non lo era. Il bebop utilizzava complesse progressioni di accordi, insoliti accordi alterati e accordi estesi e ampie modulazioni, comprese le chiavi remote che non sono strettamente correlate alla chiave tonica (la chiave principale o la chiave principale di una canzone). Mentre i brani Dixieland e swing potevano avere un cambio di accordo ogni due battute con alcune sezioni con un cambio di accordo per battuta, i brani bebop spesso avevano due cambi di accordo per battuta con molti cambi di tonalità ogni quattro battute. Inoltre, poiché il bebop veniva utilizzato per ascoltare piuttosto che per ballare, il tempo non era vincolato dalla ballabilità; i brani bebop erano spesso più veloci di quelli dell'era swing.
Con le melodie e gli accordi complessi del bebop e il ritmo veloce, gli abbellimenti melodici e l'esecuzione a orecchio non erano più sufficienti per consentire agli artisti di improvvisare in modo efficace. Il sassofonista Charlie Parker iniziò a suonare da solo utilizzando scale associate agli accordi, comprese estensioni alterate come none appiattite, undicesime acuite e tredicesime appiattite, e utilizzando i toni degli accordi e loro stessi come struttura per la creazione di improvvisazioni cromatiche.

### Modalità
Le modalità sono tutte le diverse scale musicali e possono essere pensate come derivate da vari accordi. I musicisti possono usare queste modalità come un pool di note disponibili. Ad esempio, se un musicista si imbatte in un accordo di Do7 in una melodia, la modalità da suonare su questo accordo è una scala Do misolidio.
Queste sono varie derivazioni di accordi che aiutano i musicisti a sapere quale accordo è associato a una certa scala o modalità:
- Do7 → Do misolidio
- Do-7 → Do Dorico
- Cmaj7 → Do Ionio (maggiore naturale)
- Cmaj7♯11 → Do Lidio
- Dosus♭9 → Do Frigio
- Do- → Do Eolio (minore naturale)
- Do♭/Do-7♭5 → Do locrio

### Targeting
Uno dei concetti chiave dell'improvvisazione è il targeting, una tecnica usata da Parker. Targeting significa atterrare sui toni di un accordo. Un accordo è costruito di una fondamentale (1ª) e le note una 3ª, 5ª, 7ª, 9ª, 11ª e 13ª sopra la fondamentale nella scala. Ci sono diversi modi per individuare il tono di un accordo. Il primo è mediante un approccio cromatico ascendente o discendente (targeting cromatico). Questo significa suonare la nota un semitono sopra o sotto uno dei toni dell'accordo. Nella chiave di Do, le note nell'accordo tonico sono Do (1ª o fondamentale dell'accordo), Mi(3ª), Sol(5ª) e Si(7ª). Quindi suonando un Re♯ alla fine di una linea e poi risolvendo (spostandosi di un semitono) in un Mi, questo sarebbe un esempio base di targeting e sarebbe mirato alla terza dell'accordo (Mi♯). Questo può essere usato con qualsiasi fattore di qualsiasi tipo di accordo, ma il ritmo viene suonato in modo che i toni dell'accordo cadano sui movimenti in battere.
Nell'improvvisazione melodica Bebop, il targeting spesso si concentrava sulla 9ª, 11ª e 13ª dell'accordo, i toni di colore, prima di risolversi più avanti nella frase in un tono dell'accordo di 7ª. Nel bebop le note 9ª, 11ª and 13ª venivano spesso alterate aggiungendo diesis o bemolle a queste note. Le none potevano essere bemolle o diesis. Le undicesime venivano suonate tipicamente acuite. Le tredicesime venivano spesso suonate in modo piano. L'enclosure è l'uso di toni di scala sopra e toni cromatici sotto la nota designata, o toni di scala sotto e toni cromatici sopra.

### Teoria dell'accordo bemolle di 9ª
Un'altra tecnica nell'improvvisazione jazz utilizzata da Parker è conosciuta come "dalla terza alla nona bemolle". Questi numeri si riferiscono ai gradi della scala sopra la nota fondamentale di un dato accordo in una progressione di accordi. Questo è un approccio bebop simile al targeting. Questa tecnica può essere utilizzata come un accordo di dominante bemolle nove (Si9). Consiste nel passare dalla terza di un accordo di dominante, alla nona bemolle di un accordo di dominante, saltando direttamente alla nona, oppure con un arpeggio diminuito (ascendente: 3ª, 5ª 7ª, ♭9ª). L'accordo spesso si risolve in un accordo maggiore a una quarta perfetta di distanza. Ad esempio, la terza di un accordo di Sol7 è Si, mentre la nona bemolle è La♭. L'accordo si risolve in Do e la nota La♭ conduce al Sol.

### Scale pentatoniche
Le scale pentatoniche sono anche comunemente usate nell'improvvisazione jazz, forse ispirandosi al loro uso nel blues. Il sassofonista John Coltrane usò ampiamente le pentatoniche. La maggior parte delle scale sono composte da sette note: (nella tonalità di Do – la scala maggiore) Do Re Mi Fa Sol La Si). La scala pentatonica maggiore comprende solo cinque note della scala maggiore (la scala pentatonica Do è Do Re Mi Sol La), mentre la scala pentatonica minore comprende cinque note (Do Mi♭ Fa Sol Si♭). Le scale pentatoniche sono utili in forma di schemi ed è così che vengono suonate di solito. Uno schema che utilizza la scala pentatonica potrebbe essere 3 6 5 2 3 5 (in Do: Mi La Sol Re Mi Sol). Le scale pentatoniche divennero popolari anche nella musica rock, nel jazz fusion e nell'electric blues.

### Celle e linee
Le linee (note anche come frasi) sono idee pre-pianificate che l'artista suona più e più volte durante un assolo improvvisato. Le linee possono essere ottenute ascoltando dischi jazz e trascrivendo ciò che i professionisti suonano durante i loro assoli. Trascrivere è mettere su carta da musica ciò che ascolti in un disco. Le cellule musicali sono brevi idee musicali. Fondamentalmente sono le stesse cose delle linee, ma sono più brevi.

### Fraseggio
Il fraseggio è una parte molto importante delle capacità di improvvisazione dei musicisti jazz. Invece di suonare semplicemente una sequenza di note in scale e accordi che funzionerebbero in base agli accordi, all'armonia, ecc., il musicista costruisce un'idea basata su un motivo melodico o ritmico. L'esecutore in effetti improvvisa una nuova melodia per la progressione di accordi di una melodia. Il sassofonista contralto Charlie Parker, considerato un esempio di improvvisazione jazz, prestava particolare attenzione all'inizio e alla fine dei suoi assoli, dove inseriva i suoi motivi caratteristici sviluppati nel corso degli anni. La parte centrale dei suoi assoli utilizzava materiale più estemporaneo creato al momento. Questo mostra uno stile sviluppato di fraseggio musicale in cui la forma della melodia ha una conclusione logica. Con il suo potente inizio, Parker era libero di creare assoli che dimostravano il fraseggio musicale e portavano a una conclusione logica e memorabile. Esempi di questo approccio basato sul motivo in un contesto compositivo si trovano nella musica classica. Nella quinta sinfonia di Beethoven, la prima idea ritmica e melodica viene riproposta con numerose variazioni.

## La dimensione sociale
L'improvvisazione nel jazz comprende una moltitudine di protocolli sociali ai quali i musicisti devono attenersi. Tuttavia "non esiste un manuale Emily Post per questi protocolli, ma le persone che si nutrono della cultura del jazz imparano quali sono queste convenzioni". Non ci sono regole rigide, ma piuttosto protocolli sociali generali che guidano i musicisti su quando iniziare il loro assolo di improvvisazione e quando terminare. Questi protocolli sociali dicono anche vagamente al musicista su cosa eseguire l'assolo, ad esempio è un bel gesto prendere parti o la fine dell'assolo del musicista precedente per poi incorporarlo nell'assolo del nuovo improvvisatore. Per gli ascoltatori jazz principianti, può essere difficile capire la struttura di un assolo jazz e come si inserisce nella canzone complessiva. Potrebbe volerci del tempo prima che un ascoltatore riconosca che esiste un formato distinto per gli assoli nella musica jazz. Inoltre può essere difficile comprendere il ruolo dell'improvvisazione nel jazz semplicemente ascoltandolo, motivo per cui gli ascoltatori esperti potrebbero essere in grado di riconoscere assoli e formati dopo aver "bevuto nella cultura del jazz" per un periodo di tempo più lungo. Per questo motivo l'aspetto superficiale di un assolo jazz è intrinsecamente legato al suo contesto situazionale. Il divertimento e la comprensione di uno spettatore che non ha familiarità con le regole o i parametri di riferimento di uno sport sono similmente carenti rispetto al divertimento e alla comprensione di un ascoltatore che non ha dimestichezza con le convenzioni del jazz. In sintesi, per apprezzare l'improvvisazione jazz, è importante considerare non solo il suono della musica, ma anche le dimensioni sociali e morali della forma d'arte, comprese le strutture sociali sottostanti e i modi in cui i musicisti interagiscono e si esprimono.

### Ricerca di se stessi
Secondo un modello di ripetizione, definito da Gilles Deleuze, è la sintesi del tempo attraverso la memoria che crea qualcosa di nuovo per il soggetto che ricorda. Il passato è ripetuto e collegato ad altri eventi passati, creando una nuova comprensione del passato. Tuttavia, questa ripetizione è ancora chiusa, poiché il soggetto ricorda solo cose che confermano la sua identità esistente. Questo significa che ogni tentativo di autorealizzazione alla fine non ha successo. Gli improvvisatori jazz devono usare la loro memoria per interpretare la forma di una canzone e fare riferimento a come altri musicisti l'hanno interpretata nelle proprie improvvisazioni. La sfida per l'improvvisatore è ripetere la forma in modo riconoscibile, ma anche improvvisare su di essa in un modo che sia originale e che lo distingua dagli altri musicisti. Questa ripetizione consente al pubblico di riconoscere la forma e lo stile dell'improvvisatore, ma secondo Theodor Adorno, in definitiva rafforza solo le idee esistenti dell'improvvisatore su se stesso e non consente una vera autorealizzazione. D'altra parte, Il concetto di significante come ripetizione con una differenza, il che significa che l'identità di ogni particolare istanza di significante e la persona che si impegna in esso, è in continua evoluzione e influenzato da ciò che è venuto prima. Questa idea, avanzata da Henry Louis Gates e Jacques Derrida, implica anche che tutta l'improvvisazione è collegata alle precedenti istanze della forma d'arte, rendendo impossibile per un improvvisatore l'essere veramente autonomo. Questo complica l'identità di ogni particolare improvvisazione e dell'improvvisatore stesso.
In psicoanalisi la ripetizione è un aspetto importante della formazione dell'identità ed è associata a ciò che Sigmund Freud chiamava la pulsione di morte. Questa spinta va contro il principio del piacere, che afferma che le persone eviteranno esperienze spiacevoli, e costringeranno invece le persone a ripetere eventi traumatici o spiacevoli. Secondo Freud, questa pulsione è fondamentale per la psiche umana ed è collegata all'inconscio. Cerca di riportare la psiche al suo stato originale e quiescente e ad un senso di unità con se stessa. Questa ripetizione e il narcisismo associato possono essere visti in alcune improvvisazioni jazz, dove il desiderio di autorealizzazione può essere autoassorbitivo e autonegativo.

### Influenza
La musica improvvisativa ha anche una dimensione sociale che è influenzata dal tempo, dal luogo, dalla storia e dalla cultura in cui viene eseguita. Ciò significa che l'ascolto di musica improvvisativa può essere un modo per interagire con questi specifici contesti storici e culturali. L'improvvisazione non solo mostra come le persone creano e modellano la musica, ma può anche fornire informazioni sui modi in cui le persone pensano e agiscono. Particolari improvvisazioni possono avere un significato a causa delle specifiche situazioni storiche in cui sono state create. Gli artisti jazz apprendono attitudini culturali e memoria storica, facendole proprie attraverso l'improvvisazione: "figure della memoria... in un ricordo della forma, in primo luogo, ma anche in un ricordo di tutti i modi in cui la forma è stata resa da altri musicisti e dall'improvvisatore stesso". Pertanto, il ricordo del pezzo jazz e la reiterazione del pezzo aiutano a inserire frammenti del sé dell'esecutore nella musica, poiché è difficile ricordare esattamente cosa fosse un particolare pezzo jazz, soprattutto se non era stato composto. In altre parole, il musicista utilizza la propria conoscenza dei suoni del passato e ripete una nuova canzone basata su precedenti, intuizione e cultura del passato.

### Etica
Molte persone credono che l'aspetto sociale dell'improvvisazione jazz possa servire come una buona base per l'etica. Kathleen Higgins sostiene che il modo in cui individui e gruppi interagiscono e improvvisano nel jazz può essere visto come un modello per le interazioni etiche, in particolare tra popolazioni minoritarie e maggioritarie. Questa idea è sostenuta da Ingrid Monson, musicologa, e Jacques Attali, economista e studioso. Eugene W. Holland ha proposto l'improvvisazione jazz come modello per le relazioni sociali ed economiche in generale. Edward W. Sarath ha proposto l'improvvisazione jazz come modello per il cambiamento nella musica, nell'educazione e nella società.
L'improvvisazione nel jazz può anche essere vista come un modello per le interazioni umane. Presenta infatti un'immagine o una rappresentazione dei modi in cui gli esseri umani interagiscono tra loro e con il mondo che li circonda, attraverso una varietà di mezzi linguistici, gestuali ed espressivi. Attraverso questo processo, i musicisti possono negoziare collettivamente e, in definitiva, costituire il loro spazio musicale e culturale condiviso, che è importante per l'etica dell'improvvisazione jazz in quanto evidenzia la natura collaborativa e interattiva dell'improvvisazione jazz e il modo in cui la musica riflette e interagisce con il mondo.